# Fröderyds socken
Fröderyds socken i Småland ingick i Västra härad i Njudung, ingår sedan 1971 i Vetlanda kommun i Jönköpings län och motsvarar från 2016 Fröderyds distrikt.
Socknens areal är 81,08 kvadratkilometer, varav land 76,76. År 2000 fanns här 375 invånare. Kyrkbyn Fröderyd med sockenkyrkan Fröderyds kyrka ligger i socknen. 

## Administrativ historik
Fröderyds socken har medeltida ursprung.
Vid kommunreformen 1862 övergick socknens ansvar för de kyrkliga frågorna till Fröderyds församling och för de borgerliga frågorna till Fröderyds landskommun. Landskommunen uppgick 1952 i Bäckaby landskommun och uppgick sedan 1971 i Vetlanda kommun. Församlingen uppgick 2010 i Lannaskede församling.
1 januari 2016 inrättades distriktet Fröderyd, med samma omfattning som församlingen hade 1999/2000.  
Socknen har tillhört samma fögderier och domsagor som Västra härad. De indelta soldaterna tillhörde Kalmar regemente, Västra härads kompani, och Smålands grenadjärkår, Livkompaniet.

## Geografi
Fröderyds socken ligger kring Linnöån. Socknen är höglänt med platser upp till 320 meter över havet och är en kuperad  skogs- och jordbruksbygd.

## Fornlämningar

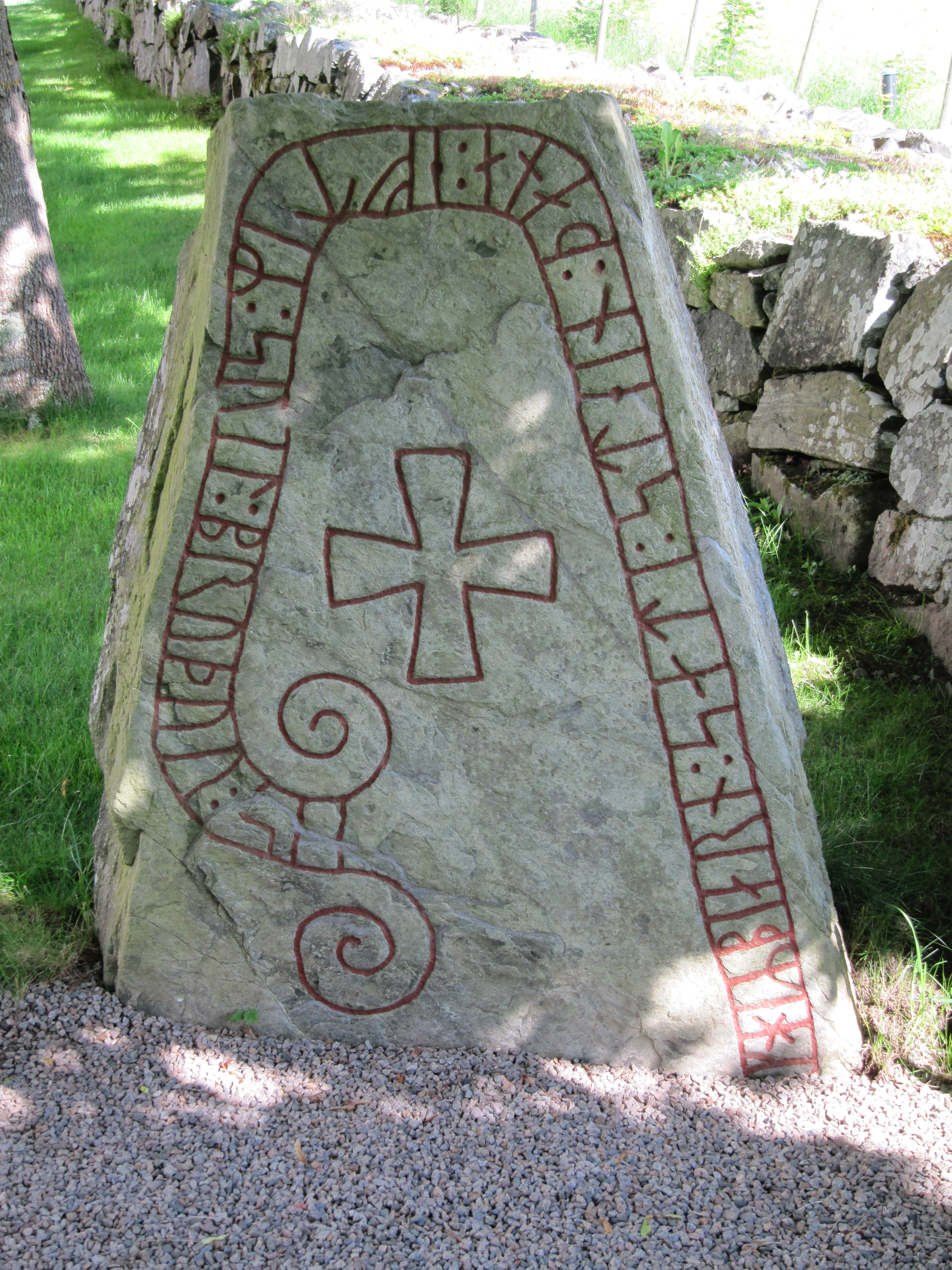
Smålands runinskrifter 69 vid kyrkan

Några boplatser från stenåldern, ett 20-tal gravrösen från bronsåldern och ett järnåldersgravfält finns här. Vid kyrkan finns en runristning med texten Gerbjörn reste denna sten efter Sväll ? sin broder.

## Namnet
Namnet (1309 Freyaryd), taget från kyrkbyn, innehållet sannolikt förleden frö, 'fruktbar, frodig' och efterleden ryd, röjning.
Före 22 oktober 1927 brukades också namnet Fröryds socken.

## Personer från bygden
I Fröderyd prästgård föddes sång- och psalmförfattarinan Lina Sandell 1832. 
Till hennes minne finns en staty och ett museum i kyrkbyn.

### Fotnoter
1. 1 2  Svensk Uppslagsbok Fröderyds socken Arkiverad 19 augusti 2015 hämtat från the Wayback Machine.
2. 1 2  Harlén, Hans; Harlén Eivy (2003). Sverige från A till Ö: geografisk-historisk uppslagsbok. Stockholm: Kommentus. Libris 9337075. ISBN 91-7345-139-8
3. ↑  ”Församlingar”. Statistiska centralbyrån. https://www.scb.se/hitta-statistik/regional-statistik-och-kartor/regionala-indelningar/forsamlingar/. Läst 30 december 2022.
4. ↑  Administrativ historik för Fröderyd socken (Klicka på församlingsposten). Källa: Nationella arkivdatabasen, Riksarkivet.
5. ↑  Indelta soldater, torp och rotar i Jönköpings län Arkiverad 24 januari 2012 hämtat från the Wayback Machine. Jönköpingsbygdens Genealogiska Förening
6. 1 2  Sjögren, Otto (1931). Sverige geografisk beskrivning del 2 Östergötlands, Jönköpings, Kronobergs, Kalmar och Gotlands län. Stockholm: Wahlström & Widstrand. Libris 9939
7. 1 2  Nationalencyklopedin
8. ↑  Fornlämningar, Statens historiska museum: Fröderyds socken
9. ↑  Fornminnesregistret, Riksantikvarieämbetet: Fröderyds socken Fornminnen i socknen erhålls på kartan genom att skriva in sockennamn (utan "socken") i "Ange geografiskt område"
10. ↑  Mats Wahlberg, red (2003). Svenskt ortnamnslexikon. Uppsala: Institutet för språk och folkminnen. Libris 8998039. ISBN 91-7229-020-X. https://isof.diva-portal.org/smash/get/diva2:1175717/FULLTEXT02.pdf